# Cis-3-hexenol
cis-3-Hexen-1-ol, también conocido como  (Z)-3-hexen-1-ol y alcohol de hojas, es un líquido aceitoso incoloro con un olor intenso a hierba y hojas verdes recién cortadas. Se produce en pequeñas cantidades por la mayoría de las plantas y actúa como un atrayente para muchos insectos depredadores. cis -3-hexen-1-ol es un compuesto de aroma muy importante que se utiliza en sabores de frutas y verduras y en perfumes. La producción anual es de alrededor de 30 toneladas .
El cis-3-hexen-1-ol es un alcohol y sus ésteres son también importantes materias primas de aromas y fragancias. El aldehído relacionado cis-3-hexenal (aldehído de hoja) tiene un olor similar e incluso más fuerte, pero es relativamente inestable y se isomeriza en el trans-2-hexenal conjugado.